# Giải quần vợt Estoril Mở rộng 2017
Giải quần vợt Estoril Mở rộng 2017 (được hiểu là Millennium Estoril Open cho sponsorship purposes) là giải quần vợt sắp diễn ra chơi ở mặt sân đất nện. Nó lần lần thứ 3 tổ chức Giải quần vợt Estoril Mở rộng, và cũng là 1 phần của ATP World Tour 250 series thuộc ATP World Tour 2017. Sự kiễn diễn ra ở Clube de Ténis do Estoril tại Cascais, Bồ Đào Nha, từ ngày 1 – 7 tháng 5 năm 2017.

## Vận động viên Đơn

### Hạt giống
| Quốc gia | Tay vợt               | Xếp hạng1 | Hạt giống |
| -------- | --------------------- | --------- | --------- |
| ESP      | Pablo Carreño Busta   | 20        | 1         |
| FRA      | Richard Gasquet       | 23        | 2         |
| LUX      | Gilles Müller         | 28        | 3         |
| ESP      | David Ferrer          | 32        | 4         |
| ARG      | Juan Martín del Potro | 33        | 5         |
| POR      | João Sousa            | 37        | 6         |
| GBR      | Kyle Edmund           | 42        | 7         |
| FRA      | Benoît Paire          | 49        | 8         |

- Rankings are as of ngày 24 tháng 4 năm 2017.

### Vận động viên khác
Wildcard:
- David Ferrer
- Frederico Ferreira Silva
- Pedro Sousa

Vượt qua vòng loại:
- Salvatore Caruso
- João Domingues
- Bjorn Fratangelo
- Elias Ymer

### Bỏ cuộc
Trước giải đấu
- Federico Delbonis →thay thế bởi  Guillermo García López
- Nick Kyrgios →thay thế bởi  Renzo Olivo
- Daniil Medvedev →thay thế bởi  Evgeny Donskoy
- Juan Mónaco →thay thế bởi  Gastão Elias
- Yoshihito Nishioka →thay thế bởi  Kevin Anderson
- Albert Ramos Viñolas →thay thế bởi  Yūichi Sugita

Sau giải đấu
- Juan Martín del Potro

## Vận động viên Đôi

### Hạt giống
| Quốc gia | Tay vợt        | Quốc gia | Tay vợt           | Xếp hạng1 | Hạt giống |
| -------- | -------------- | -------- | ----------------- | --------- | --------- |
| AUS      | Sam Groth      | SWE      | Robert Lindstedt  | 95        | 1         |
| NED      | Wesley Koolhof | NED      | Matwé Middelkoop  | 101       | 2         |
| NZL      | Marcus Daniell | BRA      | Marcelo Demoliner | 102       | 3         |
| IND      | Leander Paes   | BRA      | André Sá          | 114       | 4         |

- Bảng xếp hạng được biết vào ngày 24 tháng 4 năm 2017.

### Vận động viên khác
Wildcard(Đặc cách)
- Felipe Cunha-Silva /  Fred Gil
- Gastão Elias /  Frederico Ferreira Silva

## Nha vô địch

### Đơn
- Pablo Carreño Busta def.  Gilles Müller, 6–2, 7–6(7–5)

### Đôi
- Ryan Harrison /  Michael Venus def.  David Marrero /  Tommy Robredo, 7–5, 6–2